# 한기방
한기방(韓基邦, 일본식 이름: 子家基邦, ? ~ ?)은 일제강점기의 기업인으로, 본적은 함경남도 함주군 하조양면이다.

## 생애
1915년부터 함경남도 영흥군에서 범포(范浦)금광을 경영했으며, 1931년 4월 1일 함경남도 함주군에서 조직된 유림 단체인 향약유신회(鄕約維新會) 발기인으로 참여했다. 1932년 3월 함경남도 함흥향교 장의, 1932년 9월 조선유교회 함경남도 의정을 역임했으며, 1934년 9월 함흥유림회 위원을 역임했다.
1934년 11월 시중회 평의원으로 선임되었지만, 1935년 6월 26일 함흥지방법원 검사국으로부터 횡령 혐의로 예심에 회부되기도 했다. 1935년 10월 30일부터 1940년 3월 5일 조선공산(朝鮮工産)주식회사 사장을 역임했으며, 1938년 9월 15일 함경남도 함주군 오로리(五老里)에서 일어난 수해로 인해 생긴 이재민을 위해 현금 30만 원을 기부했다. 1939년 4월 28일 함흥상업보습학교 설립기금으로 2만 원을 기부했고, 1939년 4월 30일 함경남도 영흥군 범포리(范浦里)에 학술강습소 설립비로 5천 원을 기부했다.
1939년 6월 25일 유동선과 함께 함경남도 함주군 오로농예학교(五老農藝學校) 설립비로 25만 원을 기부했으며, 같은 해에 재산 10여 만 원을 투자하여 함주군에 설립한 사설 농민도장인 온신농민도장(溫新農民道場)을 경영했다. 1939년 11월 조선유도연합회 참사를 역임했고, 1940년 2월 19일부터 1944년 4월 13일까지 함경남도 함주군 오로리금융조합(五老里金融組合) 조합장을 역임했다.
1941년 12월 28일 함경남도 국민총력부인훈련소 설립에 필요한 건물과 토지 1,300평, 현금 50,000원, 시가 150,000원을 함경남도에 기부했다. 당시 함경남도에서는 3개월마다 연간 4회에 걸쳐 부인정신대 260명을 양성하기 위한 계획을 수립했다고 전해진다. 이러한 경력으로 인해 민족문제연구소의 친일인명사전 수록자 명단의 경제 부문, 친일단체 부문에 수록되었다.

## 참고 자료
- 민족문제연구소 (2009). 〈한기방〉. 《친일인명사전 3 (ㅇ ~ ㅎ)》. 서울. 837쪽.